# Durio lanceolatus
Durio lanceolatus là một loài thực vật có hoa trong họ Cẩm quỳ. Loài này được Mast. mô tả khoa học đầu tiên năm 1875.